# Blocco Pangermanico/Lega degli Espulsi dalla Patria e Privati dei Diritti
Il Blocco Pangermanico/Lega degli Espulsi dalla Patria e Privati dei Diritti (in tedesco Gesamtdeutscher Block/Bund der Heimatvertriebenen und Entrechteten, in sigla GB/BHE), è stato un partito politico attivo in Germania Ovest tra il 1950 e il 1961. Talora in italiano è indicato come Blocco dei rifugiati.

## Storia
È stato fondato da Waldemar Kraft come Blocco degli Espulsi dalla Patria e dei Privati dei Diritti (Block der Heimatvertriebenen und Entrechteten, in sigla BHE) nel gennaio 1950 a Kiel. Inizialmente il partito era attivo nello Schleswig-Holstein, il Land dove era maggiore la percentuale di rifugiati dopo l'espulsione dei tedeschi dopo la seconda guerra mondiale. L'ottimo risultato alle elezioni statali di quello stesso anno (23,4%) ha fatto entrare il partito nel governo dello Schleswig-Holstein assieme a CDU, DP e FDP, e Kraft era stato nominato ministro delle finanze e vicepresidente del governo del Land. Il partito si era strutturato nel 1951 in tutta la Germania Ovest.
Nel 1952 il partito ha assunto il nome definitivo, nella speranza di aumentare la platea dei propri elettori. Alle Elezioni federali del 1953 il GB/BHE riuscì ad eleggere 27 deputati al Bundestag, entrando altresì nella maggioranza che appoggiava il secondo governo del cancelliere Konrad Adenauer, esprimendo due ministri: Kraft e Theodor Oberländer.
Nel 1955 Kraft e Oberländer hanno lasciato il partito con un gruppo di altri sette deputati, aderendo alcuni mesi più tardi alla CDU. Questa fuoriuscita fu solo parzialmente bilanciata dall'ingresso nel gruppo parlamentare di Linus Kather, proveniente dalla CDU, e di Artur Stegner, dalla FDP. Era l'inizio della fine: alle elezioni federali del 1957 il GB/BHE non ha superato la soglia di sbarramento del 5%, fermandosi al 4,6%.
Poco prima delle elezioni del 1961 il GB/BHE si è fuso con il Partito Tedesco, dando vita al Partito Pangermanico.

### Presenza di ex nazisti
Il partito contava nelle sue file numerosi ex membri dell'NSDAP, ivi compresi Kraft, Oberländer e Karl Mocker.

## Risultati
| Elezione      | Voti      | %    | Seggi    |
| ------------- | --------- | ---- | -------- |
| Federali 1953 | 1.616.953 | 5,87 | 27 / 509 |
| Federali 1957 | 1.374.066 | 4,59 | 0 / 519  |

## Presidenti del GB/BHE
| Periodo                     | Nome                 |
| Gennaio 1950 – Maggio 1954  | Waldemar Kraft       |
| Maggio 1954 – Febbraio 1955 | Theodor Oberländer   |
| Febbraio 1955 – 1958        | Friedrich von Kessel |
| 1958–1961                   | Frank Seiboth        |

## Capigruppo del GB/BHE al Bundestag
| Periodo   | Nome          |
| 1953–1955 | Horst Haasler |
| 1955–1956 | Karl Mocker   |
| 1956–1957 | Erwin Feller  |